# 성일권
성일권(?~)은  르몽드 디플로마티크 한국어판을 발행하는 대한민국의 언론인이다.
대학 졸업후, 1990년에 경향신문에  입사하여, 언론인, 번역가, 공무원, 교육자 등으로 활동하였다. 프랑스의 대표적인 진보학풍을 지닌 파리 8대학에서 지도교수 장마리 뱅상(fr:Jean-Marie_Vincent_(philosophe))을 만나 마르크스주의적 한계를 극복하고자 한 유럽 신좌파와 프랑크푸르트 학파의 '지식인론'을 공부한 뒤, 우리사회의 뒤틀린 지식인상에 대한 비판적인 글과 논문을 써왔다. 서구의 오리엔탈리즘적 우리 사회를 타자화한 미디어적 지식인상을 신랄하게 지적한  오리엔탈리즘의 새로운 신화들(2006)이 대표적이다. 2008년 8월, (주)르몽드 코리아를 설립하고, 같은해 10월부터  르몽드 디플로마티크 (약칭 <르디플로>) 한국어판을 발행해온 그는 세계 지식인사회의 지적 흐름을 한국 사회에 소개하는데 그치지 않고, 다양한 주제의 담론에 한국 필진들의 다채로운 글을 가미하여, <르디플로>가 지식인 사회의 필독지로 자리매김하게 했다.

### 언론, 공직, 연구원, 대학, 저술 활동
1989년 대학을 졸업한 뒤 언론사에 입사한 그는 경향신문과 문화일보에서 문화부, 사회부, 국제부기자로 일했으며, IMF 시절이던 1998년에 파리 유학을 떠나, 68혁명 당시의 신좌파 Deuxième gauche의 강령을 기초한 파리 8대학의 장마리 뱅상  Jean-Marie VINCENT 교수 아래서 유럽 정치사상을 공부하였다. 뱅상교수의 도움으로 프랑스 정부장학금을 받은 그는 ‘유럽연합(EU) 진행과정에서의 유럽 사회주의의 변화’ 연구로 석사학위(1999)를, ‘텔레커뮤니케이션과 유럽 자본주의의 상관관계’ 연구로 박사학위(2003)  각각 받았다. 그는 박사학위과정 당시, 텔레커뮤니케이션의 정치사상적 의미를 이해하기 위해 파리 3대학에도 등록하여, 석사학위를 취득했다. 이어, 파리외교전략연구원(CEDS) 최고위과정에서 국제정치를 공부했고, 런던정치경제대학(LSE) 커뮤니케이션학과에서 박사후 과정을 마쳤다. 2004년 귀국하여, 고려대, 이화여대, 홍익대, 국민대, 건국대 등에서 국제관계와 국제커뮤니케이션, 저널리즘 글쓰기를 강의했고, 이어 공직에도 잠시 발을 들여 국정홍보처 전문위원(2005), 통일부 홍보기획팀장(2005~2006), 국무총리 산하 경제인문사회연구회의 연구기획위원(2006~2007) 등을 지냈다. 이후 2008년 8월, (주)르몽드 코리아를 설립하여, 같은 해 10월 <르몽드 디플로마티크> 한국어판의 발행인으로 취임해, 지금까지 <르몽드 디플로마티크>를 발행하고 있다. 2012~2016년에는 경희사이버대학교 교양학부의 특임교수로서 인문학적 글쓰기를, 동국대학교 다르마대학의 강의전담교수로서 고전세미나 강좌를 각각 맡아, 저널리즘과 아카데미즘의 결합을 시도했다.    

## 저서 및 역서

### 저서
- 《오리엔탈리즘의 새로운 신화들》 (2006)[깨진 링크(과거 내용 찾기)]

### 공저
- 《책으로 읽는 21세기》 (2004)[깨진 링크(과거 내용 찾기)]
- 《문명이 낳은 철학 철학이 바꾼 역사 1 네오르네상스를 위하여》 (2014)

### 역서
- 《도전받는 오리엔탈리즘》 (에드워드 사이드 지음)[깨진 링크(과거 내용 찾기)]
- 《진보와 그의 적들》 (기 소르망[깨진 링크(과거 내용 찾기)]
- 《자본주의의 새로운 신화들》 (장마리 뱅상 외 지음)[깨진 링크(과거 내용 찾기)]
- 《거의 석유 없는 삶》 ([제롬 보날디넬리]] 지음)[깨진 링크(과거 내용 찾기)]
- 《지도로 보는 아프리카 역사》 (장 졸리 지음)[깨진 링크(과거 내용 찾기)]

### 논문
「그람시적 대항 헤게모니의 현재적 의미와 그 가능성 : 세계사회포럼의 '탈자본 국제주의' 운동을 중심으로」(《담론201》, 제13권 4호, 2010년 11월)

「세계화시대, 유기적 지식인의 대항헤게모니 전개과정: Le Monde diplomatique의 국제주의를 중심으로」(《한국프랑스학논집》, 제72집,2010년10월) 

「공론장으로서의 위키리크스의 지위와 과제」(《정치정보연구》, 제15권2호, 2012년 12월) 
「Comparative Study of the First Women Journalists' Feminist Activities and Professionalism in France and Korea」 (《여성학연구》 2010년 8월) 

「푸틴의 복귀에 따른 러시아 국방개혁의 방향성 연구」 (《21세기정치학회보》(제22집 제2호, 2012년 9월)
「다문화주의와 프랑스 화장품 기업의 에스닉 마케팅 전략」(《프랑스문화연구》(제25집,2012) 
「신자유주의의 도전에 대한 〈르몽드〉의 대응과 그 한계」(《프랑스문화학회》(Vol.2009) 
「유럽화(Europeanisation) 담론의 변환 : 베를린 컨센서스의 확대 적용을 중심으로」(《프랑스문화학회》(EU연구,Vol.No.31,2012) 
「프랑스의 NATO군 복귀, "프랑스 예외주의"의 종막?」(《유럽연구》(Vol.27 No.3,2009) 
「세계화 시대에 프랑스의 '하이테크 콜베르티즘' (Colbertisme high-tech)은 여전히 유효한가? - 통신 분야를 중심으로?」(《프랑스학연구》( Vol.31 No.-, 2005) 
「올랭프 드 구주의 말과 글, 그리고 혁명적 페미니즘」(《프랑스문화연구》(Vol.21 No.- 2010) 
「세계화 vs. 유럽화, 그리고 우경화」(《한국프랑스문화학회학술대회》(Vol.2017] 

### 주요 기사
「Voie étroite pour la dénucléarisation en Corée: La politique du rayon de soleil」( <Le Monde diplomatique>(Juin 2018) 
「En Corée du Sud, la fin de la dynastie Park: « Révolution des bougies » à Séoul」 (<Le Monde diplomatique>, Janvier 2017) 
「Virage autoritaire à Séoul」(<Le Monde diplomatique>, Janvier 2016) 
「김정은의 ‘파격’과 트럼프의 ‘변덕’이 빚은 롤러코스터: 한반도 비핵화의 좁은 문」 (<르몽드 디플로마티크>, 2018년 6월) 
「마르크시즘이 실종된 신·좌파 논쟁의 가벼움」(<르몽드 디플로마티크>한국어판, 2017년 7월) 
「우리 안의 파우스트를 지워야 하는 이유」(<르몽드 디플로마티크>한국어판, 2017년 6월) 
「촛불혁명 거스른 지식인의 기교학 」(<르몽드 디플로마티크> 한국어판, 2017년 5월) 
「자본의 국제주의에 맞선 ‘탈자본’ 국제주의: <르몽드 디플로마티크>는 무엇을 지향하는가」(<르몽드 디플로마티크>한국어판, 2017년 1월)

「그럼에도 음모는 계속된다」(<르몽드 디플로마티크>한국어판, 2016년 11월) 
「‘한국판’ 파리8대학은 언제?」(<르몽드 디플로마티크> 한국어판, 2016년 6월) 
「‘북풍’, 본 듯한데 기억하면 안되는… 」(<르몽드 디플로마티크>한국어판, 2010년 6월) 

## 학위
- 파리3대학교 커뮤니케이션학 석사
- 파리8대학교 정치학 석사
- 파리8대학교 정치학 박사

## 수상 경력
- 1997년 1997년 관훈클럽 선정 '국제보도 부문 공동수상
- 2007년 문화부 우수학술교양도서 선정

## 참고 자료
- 「한국에서 ‘르몽드’를 즐겨볼까요?」 《한겨레21》 (2008년, 10월 2일)
- 「<르몽드 디플로마티크> 한국판이 온다」《한겨레21》 (2009년, 4월 3일)
- 「성일권 발행인 인터뷰, 인류의 보편적 가치 성찰하는 정론지」 《미디어오늘》 (2009년, 4월 3일)
- 「이 언론이 사는 법: 성일권 <르몽드 디플로마티크> 대표, "관점을 가진 언론만 살아남을 수 있다"」 《미디어스》 (2018년, 5월 20일)